# Eomorphopus antennatus
Eomorphopus antennatus är en insektsart som först beskrevs av Bolívar, I. 1887.  Eomorphopus antennatus ingår i släktet Eomorphopus och familjen torngräshoppor. Inga underarter finns listade i Catalogue of Life.